# Bombastic (EP)
Bombastic è il secondo EP della cantante statunitense Bonnie McKee, pubblicato il 30 giugno 2015 dalla sua etichetta indipendente Bonnie McKee Music. L'EP contiene quattro tracce, tra cui il singolo dello stesso nome.

## Singoli
Bombastic è stato il primo singolo dell'album pubblicato il 26 maggio 2015, nello stesso giorno McKee ha pubblicato il video del brano sul suo canale di Vevo.

## Tracce
1. I Want It All – 4:02 (Bonnie McKee, Oliver Goldstein, Greg Kurstin, Sean Walsh)
2. Bombastic – 3:22 (Bonnie McKee, Charlie Puth, Sean Walsh, Andreas Schuller)
3. Wasted Youth – 4:09 (Bonnie McKee, John Newman, Sean Walsh)
4. Easy – 3:51 (Bonnie McKee, Andreas Schuller, James Wong)

## Classifiche
| Classifica (2015)         | Posizione massima |
| ------------------------- | ----------------- |
| Stati Uniti (heatseekers) | 13                |